# جان جاك بيم
جان جاك بيم (بالفرنسية: Jean-Jacques Behm)‏ هو منافس ألعاب قوى فرنسي، ولد في 4 مايو 1942 في ليون في فرنسا.

## وصلات خارجية
- جان جاك بيم على موقع الاتحاد الفرنسي لألعاب القوى (الفرنسية)
- جان جاك بيم على موقع اللجنة الأولمبية الدولية (الإنجليزية)
- جان جاك بيم على موقع أوليمبيديا (الإنجليزية)